# 桶谷顕
桶谷 顕（おけや あきら、1959年3月10日 - 2007年6月24日）は、日本の男性アニメ脚本家。神奈川県出身。立正大学文学部国文学科卒業。

## 概要・経歴・人物
大学卒業後、シンエイ動画文芸部へ入社。脚本家の松岡清治に師事した。数多くの藤子アニメにシリーズ構成・脚本として参加した。『エスパー魔美』に参加した年にフリーランスとなり、以後ジャンルを問わず多くの作品に携わっていた。子供向けアニメではおけや あきらと平仮名でクレジットされることもあった。
『エスパー魔美』や『チンプイ』では原作にない多数のオリジナルストーリーが作られている。
2007年、自費出版の著書『ボクがもらった幸せ』で膵臓の末期がんであることを明らかにした。同年6月24日6時29分48歳にて死去。
亡くなる直前まで仕事を続けmixiでの日記を更新し続けた。没後もアニメ、『デルトラクエスト』などで担当脚本の回が放映されている。

## 主な参加作品

### テレビアニメ
- ドラえもん （大山ドラ：1979年 - 2005年、脚本）
- パーマン （1983年 - 1985年、文芸・脚本）
- エスパー魔美 （1987年 - 1989年、シリーズ構成・脚本）
- ホワッツマイケル（1988年 - 1989年、脚本）
- おぼっちゃまくん （1989年 - 1992年、脚本）
- チンプイ （1989年 - 1991年、シリーズ構成・脚本）
- 魔法のエンジェルスイートミント （1990年 - 1991年、脚本）
- 21エモン （1991年 - 1992年、シリーズ構成・脚本）
- あしたへフリーキック （1992年、脚本）
- 機動戦士Vガンダム （1993年 - 1994年、脚本）
- 機動武闘伝Gガンダム （1994年 - 1995年、脚本）
- H2 （1995年、シリーズ構成・脚本）
- こどものおもちゃ （1996年 - 1998年、脚本）
- 超魔神英雄伝ワタル （1997年 - 1998年、脚本）
- 聖ルミナス女学院 （1998年、シリーズ構成・脚本）
- ぶぶチャチャ （1999年、構成・原案・脚本）※ おけやあきら名義
- 女神候補生 （2000年、シリーズ構成・脚本）
- キョロちゃん （1999年 - 2001年、脚本）
- だいすき!ぶぶチャチャ （2001年、構成・原案・脚本）※ おけやあきら名義
- Cosmic Baton Girl コメットさん☆ （2001年 - 2002年、シリーズ構成・脚本）※ おけやあきら名義[2]
- よばれてとびでて!アクビちゃん （2001年 - 2002年、脚本）
- 超ロボット生命体トランスフォーマー マイクロン伝説 （2003年、脚本）
- マーメイドメロディー ぴちぴちピッチ（2003年、脚本）
- トランスフォーマー スーパーリンク （2004年、シリーズ構成・脚本）
- 冒険遊記プラスターワールド （2003年 - 2004年、脚本）
- かいけつゾロリ （2004年、脚本）
- グレネーダー 〜ほほえみの閃士〜 （2004年 - 2005年、シリーズ構成・脚本）[3]
- 奥さまは魔法少女 （2005年、脚本）
- 爆球Hit! クラッシュビーダマン （2006年、脚本）
- ゼーガペイン （2006年、脚本）
- サルゲッチュ 〜オンエアー〜 （2006年、脚本）
- サルゲッチュ 〜オンエアー〜 2nd （2006年 - 2007年、脚本）
- デルトラクエスト （2007年、脚本）

### OVA
- 機動戦士ガンダム 第08MS小隊 （1996年 - 1999年、脚本）

### 書籍
- 3×Angel(スリーバイエンジェル) （1997年12月、集英社スーパーファンタジー文庫、ISBN 4086132893）
- ボクがもらった幸せ （2007年4月、牧歌舎、ISBN 4434104284）